# Choi Si-won
Choi Si-won (최시원?, 崔始源?, Choe Si-wonLR, Ch'oe SiwŏnMR; Seul, 7 aprile 1986) è un cantante, attore e ballerino sudcoreano, membro della boy band Super Junior e della sua sotto-unità Super Junior-M.
Oltre che per la sua attività musicale, è anche conosciuto come attore. Insieme ad altri quattro membri dei Super Junior, è stato tra i primi artisti provenienti dalla Corea del Sud ad apparire sui francobolli postali della Cina.

## Biografia
Choi Si-won è nato il 7 aprile 1986 a Seul ed è cresciuto in una famiglia protestante, di cui fanno parte il padre, amministratore delegato dell'industria farmaceutica Boryung Medicine, la madre e la sorella minore Ji-woon. Nel febbraio 2012 si è laureato all'Università Inha.

## Carriera

### Prima del debutto
Choi Si-won fu notato da un agente della SM Entertainment a 16 anni, mentre aspettava degli amici fuori da scuola. L'agente gli raccomandò di partecipare allo Starlight Casting System indetto dalla compagnia, a cui si iscrisse senza l'approvazione dei genitori. Questi lo vennero a sapere solo dopo che ebbe passato le audizioni e gli diedero il permesso di firmare il contratto con la SM Entertainment, ma non gli fornirono nessun aiuto perché volevano che si prendesse la responsabilità della sua scelta. Si trasferì nei dormitori della compagnia e fu allenato per cantare, recitare e ballare; intanto, nel 2003, comparve nel video musicale di Dana delle The Grace. Un anno dopo, fece una breve apparizione del minidrama Bumonim jeonsangseo, poi in Yeor-yeodorp, seumur-ahop (2005) e Bom-ui waltz (2006). All'inizio del 2005, la SM Entertainment comunicò che Choi Si-won avrebbe debuttato ufficialmente come membro di una boy band di dodici membri, i Super Junior, che avrebbero fatto la loro comparsa sulle scene verso la fine dell'anno. Alcuni mesi prima del debutto, Choi Si-won sfilò insieme al compagno di band Han Geng come modello per lo stilista Bum Suk.

### Super Junior
Choi Si-won debuttò ufficialmente nel gruppo dei Super Junior il 6 novembre 2005 esibendosi con il singolo "Twins (Knock Out)", tratto dal primo album SuperJunior05 (TWINS), uscito un mese dopo. Con il trascorrere degli anni, i Super Junior divennero una delle più importanti band sudcoreane, sempre in testa alle classifiche di vendita.
Nell'aprile 2008, Choi Si-won entrò a far parte della sotto-unità di sette membri Super Junior-M, gruppo di genere mandopop destinato al mercato cinese. Debuttarono con "U" l'8 aprile di quell'anno.

### Attore
Dopo l'esordio nella musica, Choi Si-won ottenne il ruolo secondario del principe di Liang Shi nel film del 2006 Battle of Wits. L'anno successivo fu la volta della pellicola scolastica Kkonminam yeonswae tereosageon, dove interpretò un severo rappresentante di classe, mentre, pochi mesi dopo, fu Lee Mong-ryong nella miniserie storica Hyang-dan jeon, al fianco di Seo Ji-hye.
Nel 2010, Choi Si-won entrò nella serie romantica Oh! My Lady nella parte del protagonista, una star di successo che si ritrova a vivere con la propria manager, alla cui colonna sonora contribuì con il brano "Worthless". Apparve anche sui teleschermi taiwanesi nel drama Huálì de tiǎozhàn, tratto dal manga Skip Beat! di Yoshiki Nakamura, e in Athena - Jeonjaeng-ui yeosin, spin-off di Iris. Quest'ultima serie fu seguita da Poseidon nell'autunno 2011. Dopo una pausa di un anno per dedicarsi alle attività con i Super Junior, tornò a recitare nella serie Drama-ui je-wang.
Choi ha recitato in numerosi progetti nel 2015. Ha recitato nel film storico e d'azione di Hong Kong Dragon Blade con Jackie Chan e John Cusak, nel thriller Helios e nel dramma sportivo To the Fore accanto a Eddie Peng e Shawn Dou. Ha anche recitato nel film drammatico cinese Fall In Love With You Again ed è stato scritturato in Billion Dollar Heir, un adattamento cinese del drama coreano del 2013 The Heirs. Di ritorno in Corea, Choi è stato il secondo protagonista maschile della commedia romantica della MBC, Geunyeoneun yeppeotda. Ha ricevuto il plauso della critica per la sua interpretazione comica del personaggio e ha registrato un aumento di popolarità. Ha pubblicato un singolo per il drama intitolato "Only You", che è arrivato in cima alle classifiche musicali.
Nell'ottobre 2017, Choi è stato il protagonista del drama della tvN Byeonhyeog-ui sarang, al fianco di Kang So-ra.
Questo è stato il suo primo progetto dopo aver concluso il servizio militare obbligatorio il 18 agosto 2017.

## Filmografia

### Attore

#### Cinema
- Battle of Wits (墨攻S, 墨攻P), regia di Jacob Cheung (2006)
- Kkonminam yeonswae tereosageon (꽃미남 연쇄 테러사건?), regia di Lee Kwon (2007)
- Super Show 3 3D, regia di Ki Min-soo e Kim Hyeok-iI (2011)
- I AM., regia di Choi Jin-seong (2012)
- Dragon Blade - La battaglia degli imperi (天将雄师S, 天将雄师P), regia di Daniel Lee (2015)
- Chì dào (赤道), regia di Longman Leung e Sunny Luk (2015)
- Hafu (破風S), regia Dante Lam (2015)
- Saehae jeon-ya (새해전야?), regia Ji-Yeong Hong (2021)

#### Televisione
- Bumonim jeonsangseo (부모님 전상서?) – serie TV (2004)
- Yeor-yeodeolb seumur-ahop (열여덟 스물아홉?) – serie TV, 10 episodi (2005)
- Bom-ui waltz (봄의 왈츠?) – serie TV, 15 episodi (2006)
- Hyang-dan jeon (향단전?) – miniserie TV (2007)
- Seishun butai (青春舞台S) – serie TV, episodio 12 (2009)
- Oh! My Lady (오! 마이 레이디?) – serie TV (2010)
- Athena - Jeonjaeng-ui yeosin (아테나: 전쟁의 여신?) – serie TV, 17 episodi (2010-2011)
- Poseidon (포세이돈?) – serie TV (2011)
- Huálì de tiǎozhàn (華麗的挑戰S) – serie TV (2011-2012)
- Drama-ui je-wang (드라마의 제왕?) – serie TV, 15 episodi (2012-2013)
- Zhuanshen shuo ai ni (转身说爱你S) – serie TV (2012)
- Jichengren (继承人?) – serie TV (2015)
- Zhuǎnshēn shuō ài nǐ (转身说爱你?) – serie TV (2015)
- Bongmyeon-geomsa (복면검사?) – serie TV, episodio 1 (2015)
- Geunyeoneun yeppeotda (그녀는 예뻤다?) – serie TV (2015)
- Dramaworld (드라마월드?) – webserie, episodio 4 (2016)
- Byeonhyeog-ui sarang (변혁의 사랑?) – serie TV (2017)
- Gungmin yeoreobun! (국민 여러분!?) – serie TV (2019)
- SF8 – serie TV (2020)
- Work Later, Drink Now (술꾼도시여자들?) – serie TV (2021-2023)
- Er-eojug-eul yeon-ae tta-wi (얼어죽을 연애 따위?) – serie TV (2022)
- I segugi (사냥개들?, SanyanggaedeulLR) – serie TV (2023)
- Il gioco della morte (이재, 곧 죽습니다?, Ijae, got jukseumnidaLR) – serie TV (2023-2024)

### Conduttore
- Muhan dojeon (무한도전?) – programma televisivo, episodi 210, 421-422 (2010, 2015)
- Wǒmen xiāng'ài ba (我们相爱吧S) – programma televisivo (2015)
- Yoteu jeongdae (요트원정대?) – programma televisivo (2020)
- Gwakssine LP Bar (곽씨네 LP바?) – programma televisivo (2021)
- Mi-un uri saeggi (미운 우리 새끼?) – programma televisivo, episodi 160, 165, 269, 271-274, 277-280, 282, 284-287, 290-293 (2019, 2021-2022)

## Videografia
Oltre che nei video musicali dei Super Junior e dei Super Junior-M, Choi Si-won è apparso nei seguenti videoclip:
- 2003 – "What is Love" di Dana
- 2006 – "Timeless" di Zhang Liyin e Junsu
- 2008 – "I Will" di Zhang Liyin
- 2008 – "The Left Shore of Happiness" di Zhang Liyin
- 2009 – "Firefly" di Ariel Lin
- 2009 – "S.E.O.U.L." di Super Junior e Girls' Generation
- 2010 – "Hoot" delle Girls' Generation
- 2014 – "Motorcycle" di Donghae & Eunhyuk

## Riconoscimenti
| Anno | Premio                       | Categoria                         | Opera nominata | Risultato       |
| ---- | ---------------------------- | --------------------------------- | -------------- | --------------- |
| 2010 | SBS Drama Awards             | Nuova stella                      | Oh! My Lady    | Vincitore/trice |
| 2010 | Men's Health Cool Guy Awards | Miglior copertina di rivista      |                | Vincitore/trice |
| 2012 | Mnet 20's Choice Awards      | 20′s Social Artist                |                | Candidato/a     |
| 2013 | World Music Awards           | Miglior artista maschile mondiale |                |                 |
| 2013 | World Music Awards           | Miglior esibizione live mondiale  |                |                 |
| 2013 | World Music Awards           | Miglior intrattenitori mondiale   |                |                 |

## Doppiatori italiani
Nella versione in italiano dei suoi film, Choi Si-won è stato doppiato da:
- Emiliano Reggente in Dragon Blade - La battaglia degli imperi